# 万鋼
万 鋼（ばん こう、1952年8月 - ）は、中華人民共和国の官僚、政治家。上海市出身。中国科学技術協会主席、中国人民政治協商会議全国委員会副主席、 中国致公党中央委員会主席などを歴任。第10期全国政協委員。第10期全国政協常務委員。

## 経歴
原籍は湖北省潜江市で、1952年8月に上海市に生まれた。1969年から1975年まで、彼は吉林省延吉県三道公社で知識青年になった。1975年、東北林業大学道橋系に入学した。1978年、母校である東北林業大学に採用され、基礎部物理教研室にて教員に就任した。1979年に同済大学の研究生として入室。1985～1991年にクラウスタール工業大学へ博士研究生として留学。
1991年にクラウスタール工業大学を卒業後、同年、アウディに入局、以後、生産部、全体計画部技術經理と昇任した。2001年に帰国し、同済大学新能源汽車工程中心主任を務めた。2004年、同済大学校長（学長）に昇格。2006年、中国致公党中央委員会副主席を兼務。2007年4月27日、科学技術相（中華人民共和国科学技術部部長）に就任。2007年12月21日、中国致公党中央委員会主席を兼務。2008年3月13日には中国人民政治協商会議全国委員会副主席を兼任する。2016年6月2日、中国科学技術協会主席を兼務。

## 評価
科学技術相として中国における電気自動車産業の発展を推進し、中国を世界最大の電気自動車製造国とした功績から「EVの父」と呼ばれる。

## 訪日
2017年7月3日、科学技術相として訪日した万鋼が、松野博一文部科学大臣（当時）に会談した。
2022年9月22日、27日実施の故安倍晋三国葬儀に万鋼中国人民政治協商会議副主席が中国代表として参列することが、日本国外務省により発表された。9月28日、再び松野博一官房長官と会談した。